# Pico Triple Divide (Montana)

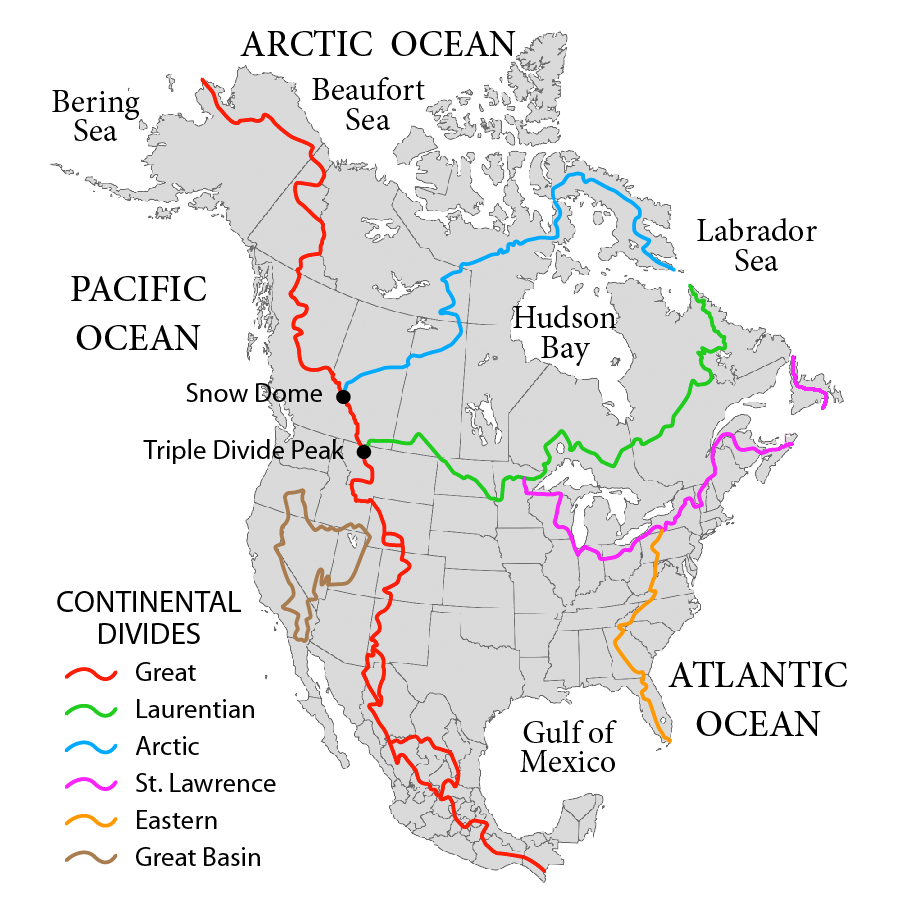
Un mapa de las cuencas/divisorias hidrográficas de América del Norte. El pico Triple Divide se observa en la unión de las divisoria continental de América (rojo) y la Laurentiana (verde).

El pico Triple Divide (en inglés: Triple Divide Peak, lit., 'pico [de la] Triple Divisoria [hidrográfica]'), es un pico estadounidense que se encuentra en la cordillera Lewis, parte de las Montañas Rocosas. Tiene un altitud de 2446 m s. n. m. y una escasa prominencia de solo 55 m. El pico es un accidente del parque nacional de los Glaciares en el estado de Montana. La cumbre del pico, el vértice hidrográfico de la América del Norte continental, es el punto en el que convergen dos de las principales divisorias continentales de América del Norte, la divisoria continental de América y la divisoria Laurentiana, siendo un triple punto oceánico, el único existente en el mundo.

## Hidrografía
El pico se caracteriza porque el agua que cae en la cumbre puede fluir a tres océanos, ya sea al Pacífico, al Atlántico o al Ártico (siempre que la bahía de Hudson se considere parte del Ártico).
Solo otro continente (Asia) limita con tres océanos, pero el área de las cuencas endorreicas que drena hacia el interior del Asia Central —desde el oeste de China hasta los mares de Aral y Caspio— es tan vasta que los afluentes del Ártico y del océano Índico nunca están muy próximos unos de otros. Por ello América del Norte es el único continente que tiene un triple punto oceánico, siendo el pico Triple Divide un caso único en el mundo. (Algunas fuentes, sin embargo, consideran que si se estimase que la bahía de Hudson es parte del Atlántico, ese honor le correspondería al Snow Dome, parcialmente en el parque nacional Jasper, en la frontera de las provincias canadienses de Alberta y de la Columbia Británica).
Los recorridos que hacen las aguas caídas en el pico Triple Divide, según sea la vertiente, son las siguientes:
- La lluvia que cae en el lado suroeste del pico alimenta el arroyo Pacific, que a su vez desagua en el arroyo Nyack, el Middle Fork del río Flathead, el propio río Flathead que drena a través del lago Flathead, el río Clark Fork hacia el lago Pend Oreille, el río Pend Oreille y el río Columbia que desemboca en el Pacífico cerca de Astoria, Oregón (a unos 830 km en línea recta desde el pico).[9]

- La ladera norte de la montaña vierte sus aguas en el arroyo Hudson Bay, que luego acaba en el arroyo Medicine Owl y en arroyo Red Eagle. Sigue por el lago Saint Mary, que alimenta al río St. Mary, que a su vez desemboca en el río Oldman, el río Saskatchewan Sur, el río Saskatchewan y el sistema del lago Winnipeg, drenado por el río Nelson que desemboca en la bahía de Hudson (a unos 1680 km del pico).

- Las lluvias caídas en las laderas sureste alimentan el arroyo Atlantic, que a su vez se incorpora al North Fork de Cut Bank Creek, el arroyo Cut Bank, el río Marías y el río Misuri que se une al río Misisipi antes de desembocar en el golfo de México, parte del Atlántico, cerca de Nueva Orleans (a unos 2820 km del pico; de considerarse el triángulo de las tres desembocaduras (Astoria, Nelson, Nueva Orleans) los lados serían, respectivamente, de 3450, 2170 y 3010 km.)

## Geología
La cordillera de Lewis se formó en el cabalgamiento Lewis, hace unos 170 millones de años, cuando una enorme losa de roca precámbrica se derrumbó y se deslizó sobre rocas más jóvenes del período Cretácico .

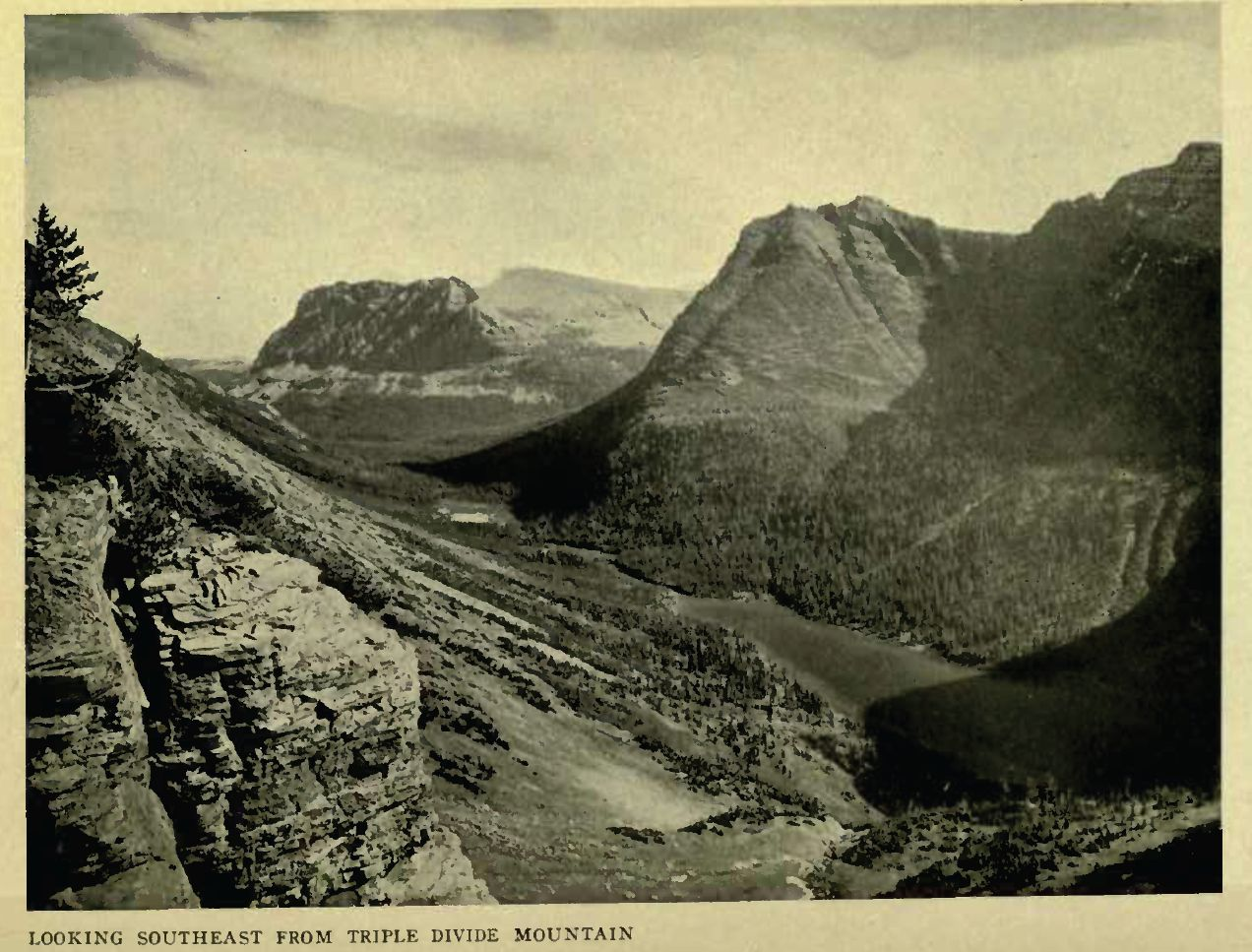
Mirando al sur desde el pico Triple Divide, 1917